# رؤیاهای ساجن
رویاهای ساجن (به هندی: Sapne Sajan Ke) فیلمی محصول سال ۱۹۹۲ و به کارگردانی لارنس دی سوزا است. در این فیلم بازیگرانی همچون کاریسما کاپور، راهول روی، جکی شروف، دیمپل کاپادیا، گلشن گروور، آریونا ایرانی، ریما لاگو، آلوک نات ایفای نقش کرده‌اند.